# Edouard Bunge
Edouard Gustav Bunge (Antwerpen, 18 oktober 1851 - Ekeren, 18 november 1927) was een Belgisch industrieel.

## Biografie

### Familie
Edouard Bunge was een zoon van Charles Bunge (1811-1884) en Laura Fallenstein (1820-1899). Hij was een neef van socioloog en historicus Max Weber en econoom Alfred Weber.
Hij trouwde in 1886 in Antwerpen met Maria Sophia Karcher (1863-1907), dochter van een Duitse wolhandelaar. Ze kregen vijf dochters.
- Sophia-Laura Bunge (1887-1959), trouwde met Felix Rhodius (1881-1959).
- Dorothée-Emilie Bunge (1889-1918), trouwde in 1910 met Victor Bracht (1883-1962). Ze kregen een zoon, baron Charles-Victor Bracht, en een dochter.
- Erica Bunge (1891-1986), trouwde met Milton Brown.
- Eva Bunge (°1894), trouwde met Andrew Widderson.
- Hilda Bunge (1895-1980), trouwde in 1920 in Antwerpen met William Tuck, Amerikaans industrieel.

In 1914 kocht Bunge het domein Oude Gracht in Ekeren, waar tijdens de Eerste Wereldoorlog loopgrachten en 48 bunkers werden gebouwd. Na de oorlog liet Bunge de loopgraven en de bunkers verwijderen, deels door ze af te breken, deels door ze te begraven onder een kunstmatige heuvel. Hij liet grachten en vijvers graven en breidde het domein verder uit.

### Ondernemingen
Hij vervoegde in 1875 het familiebedrijf, Maison Bunge - vandaag bekend als Bunge Limited -, en werd er vennoot. De onderneming werd door zijn grootvader Johann Bunge in 1818 in Amsterdam opgericht als een import-exportbedrijf. Zijn vader richtte in 1850 het Antwerpse filiaal van de onderneming op. In 1884 kwam Edouard Bunge aan het hoofd van de Société anonyme Bunge, het in Antwerpen gevestigd, maar wereldwijd vertakt handels-, industrieel en financieel imperium met focus op handel in graangewassen, katoen, rubber, palmolie en koloniale producten. Hij stuurde de activiteiten richting Noord- en Zuid-Amerika en richtte handelshuizen, transportbedrijven, industriële ondernemingen, veefokkerijen, plantages en financiële kantoren op.
Zijn broer Ernest zorgde voor de expansie naar Argentinië in 1884, waardoor Bunge een van de belangrijkste graanhandelaars van Antwerpen werd. Nadien volgden uitbreidingen naar Brazilië en de Verenigde Staten.
Hij was een vertrouweling en financier van koning Leopold II voor de exploitatie van Belgisch-Congo, onder meer in ivoor, rubber, koffie en cacao. Aangemoedigd door de vorst stichtte hij de Compagnie royale belgo-argentine, een voorlopger van de Compagnie maritime belge. Vanaf 1890 droeg hij bij aan de oprichting van de Onafhankelijke Congostaat. Hij was een belangrijke investeerder in ondernemingen zoals de Anglo-Belgian India Rubber Company en de Société anversoise du commerce au Congo. Dankzij zijn inspanningen in de kolonie wist hij van Antwerpen een concurrent van Londen te maken in de handel in rubber en ivoor. In 1920 was Bunge op aandringen van minister van Koloniën Louis Franck oprichter van de Compagnie cotonnière congolaise.
Na zijn overlijden nam Willy Friling de leiding van het bedrijf over.

### Overige activiteiten
Bunge leidde ook de Fondation Bunge, waarmee in 1926 een sectie koloniale handel aan de Koloniale Hogeschool werd opgericht. Ook richtte hij het Institut Bunge voor chirurgisch en medisch onderzoek op, later opgenomen binnen de Antwerpse universiteit.
Hij was verder:
- voorzitter van de koloniale afdeling van de Kamer van Koophandel van Antwerpen (vanaf 1909),
- voorzitter van het Nationaal Comité voor Hulp en Voeding,
- censor van de Nationale Bank van België.